# Danh sách loài họ Hươu nai

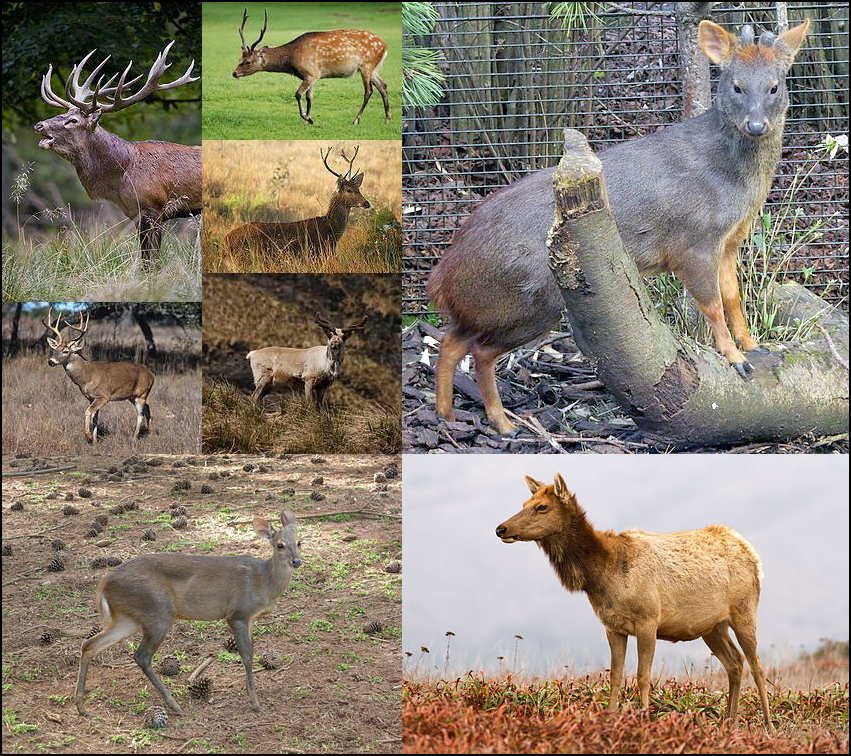
Tám loài họ Hươu nai (chiều kim đồng hồ từ góc trái trên cùng): hươu Cervus elaphus, hươu Cervus nippon, hươu Rucervus duvaucelii, tuần lộc (Rangifer tarandus), hươu Odocoileus virginianus, hươu Mazama gouazoubira, nai Cervus canadensis và hươu Pudu puda

Họ Hươu nai (Cervidae) là một họ thú nhai lại có móng guốc thuộc Bộ Guốc chẵn (Artiodactyla). Trong tiếng Anh, mỗi loài trong họ này được gọi là deer hay cervid. Chúng phân bố khắp Bắc và Nam Mỹ, châu Âu và châu Á, đồng thời được tìm thấy trong nhiều khu sinh học khác nhau. Các loài họ Hươu nai có kích thước khác nhau, từ hươu Pudú dài 60 cm (24 in) và cao 32 cm (13 in) đến nai Alces alces dài 3,4 m (11,2 ft) và cao 3,4 m (11,2 ft). Quy mô quần thể của các loài phần lớn chưa rõ, mặc dù hoẵng Capreolus capreolus có quy mô dân số khoảng 15 triệu cá thể, trong khi một số loài được phân loại là nguy cấp hoặc cực kỳ nguy cấp với số lượng chỉ còn 200 cá thể. Ngoài ra có 2 loài là hươu Elaphurus davidianus tuyệt chủng trong tự nhiên, và hươu Rucervus schomburgki tuyệt chủng năm 1938.
Họ Hươu nai có 19 chi và 55 loài, chia thành 2 phân họ: Capreolinae và Cervinae. Các loài tuyệt chủng cũng được xếp vào Capreolinae và Cervinae. Hơn 100 loài tuyệt chủng đã được tìm thấy, mặc dù do các nghiên cứu và khám phá vẫn đang tiếp diễn, số lượng và phân loại chưa chắc chính xác.

## Quy ước
Mã tình trạng bảo tồn được liệt kê tuân theo Sách đỏ các loài bị đe dọa của Liên minh Bảo tồn Thiên nhiên Quốc tế (IUCN). Bản đồ phân bố được đính kèm nếu có thông tin. Khi không có thông tin về bản đồ phân bố, sẽ được thay thế bằng mô tả về phạm vi môi trường hoạt động của loài. Vùng phân bố dựa trên danh sách đỏ IUCN cho loài đó trừ khi có ghi chú khác. Tất cả các loài hoặc phân loài đã tuyệt chủng được liệt kê cùng với các loài còn tồn tại đã tuyệt chủng sau năm 1500 và được biểu thị bằng biểu tượng thập tự "".

## Phân loại
Họ Hươu nai gồm 55 loài còn tồn tại thuộc 19 chi trong 2 phân họ và được chia tiếp thành hàng trăm phân loài còn tồn tại. Danh sách này không bao gồm các loài lai hoặc các loài tuyệt chủng từ thời tiền sử. Ngoài ra, có loài hươu Rucervus schomburgki tuyệt chủng năm 1938. Việc phân loại dựa trên phát sinh chủng loài phân tử.
- Phân họ Capreolinae (Hươu Tân Thế giới)
  - Tông Alceini
    - Chi Alces: 1 loài

  - Tông Capreolini
    - Chi Capreolus: 2 loài
    - Chi Hydropotes: 1 loài

  - Tông Odocoileini
    - Chi Blastocerus: 1 loài
    - Chi Hippocamelus: 2 loài
    - Chi Mazama: 9 loài
    - Chi Odocoileus: 3 loài
    - Chi Ozotoceros: 1 loài
    - Chi Pudu: 2 loài
    - Chi Rangifer: 1 loài
- Phân họ Cervinae (Hươu Cựu Thế giới)
  - Tông Muntiacini
    - Chi Elaphodus: 1 loài
    - Chi Muntiacus: 12 loài

  - Tông Cervini
    - Chi Axis: 4 loài
    - Chi Cervus: 5 loài
    - Chi Dama: 2 loài
    - Chi Elaphurus: 1 loài
    - Chi Panolia: 1 loài
    - Chi Rucervus: 2 loài (1 loài tuyệt chủng)
    - Chi Rusa: 4 loài

## Danh sách loài họ Hươu nai
Phân loại sau đây dựa trên phân loại của Mammal Species of the World (2005), cùng với các đề xuất bổ sung được chấp nhận rộng rãi kể từ khi sử dụng phân tích phát sinh chủng loại phân tử. Điều này bao gồm việc hợp nhất hai loài nai Alces alces trong chi Alces thành một, tách chi đơn loài Panolia ra khỏi Rucervus, gộp phân họ đơn ngành Hydropotinae với Capreolinae. Có một số đề xuất bổ sung đang bị tranh cãi, chẳng hạn như thêm hươu sừng ngắn Fair vào chi Mazama, thì không được bao gồm ở đây.

### Phân họCapreolinae

#### TôngAlceini
| Tên thông thường | Tên khoa học và phân loài | Phạm vi sống              | Kích cỡ và sinh thái học | Tình trạng IUCN và số lượng cá thể ước tính |
| ---------------- | --- | ------------------------- | --- | ------------------------------------------- |
| Nai Alces alces  | A. alces · (Linnaeus, 1758) · 9 phân loài - A. a. alces - A. a. americanus - A. a. andersoni - A. a. buturlini - A. a. caucasicus - A. a. cameloides - A. a. gigas - A. a. pfizenmayeri - A. a. shirasi | Bắc Mỹ, châu Âu và châu Á | Kích thước: dài 230–340 cm (91–134 in), cộng đuôi 8–12 cm (3–5 in); cao đến vai tới 230 cm (91 in) Môi trường sống: Rừng và đất ngập nước nội địa Thức ăn: Các bộ phận sinh dưỡng của cây, cũng như cây bụi, thảo mộc và thực vật thủy sinh | LC · 2.000.000                              |

#### TôngCapreolini
| Tên thông thường          | Tên khoa học và phân loài                                                                                        | Phạm vi sống             | Kích cỡ và sinh thái học | Tình trạng IUCN và số lượng cá thể ước tính |
| ------------------------- | --- | ------------------------ | --- | ------------------------------------------- |
| Hoẵng Capreolus capreolus | C. capreolus (Linnaeus, 1758) 4 phân loài - C. c. canus - C. c. capreolus - C. c. caucasicus - C. c. italicus    | Châu Âu                  | Kích thước: dài 104–124 cm (41–49 in), cộng đuôi 2–3 cm (1–1 in); cao đến vai 66–84 cm (26–33 in) Môi trường sống: Rừng, cây bụi, đồng cỏ và đất ngập nước nội địa Thức ăn: Nhiều loại thực vật | LC · 15.000.000                             |
| Hoẵng Capreolus pygargus  | C. pygargus (Pallas, 1771) 4 phân loài - C. p. bedfordi - C. p. mantschuricus - C. p. ochraceus - C. p. pygargus | Trung và đông bắc châu Á | Kích thước: dài 95–140 cm (37–55 in), cộng đuôi 20–40 cm (8–16 in); cao đến vai 65–95 cm (26–37 in) Môi trường sống: Rừng, cây bụi, đồng cỏ và đất ngập nước nội địa Thức ăn: Cỏ                | LC · Không rõ                               |

| Tên thông thường        | Tên khoa học và phân loài                                              | Phạm vi sống                   | Kích cỡ và sinh thái học | Tình trạng IUCN và số lượng cá thể ước tính |
| ----------------------- | ---------------------------------------------------------------------- | ------------------------------ | --- | ------------------------------------------- |
| Hươu Hydropotes inermis | H. inermis Swinhoe, 1870 2 phân loài - H. i. argyropus - H. i. inermis | Hoa Đông và bán đảo Triều Tiên | Kích thước: dài 89–103 cm (35–41 in), cộng đuôi 6–7 cm (2–3 in); cao đến vai 45–57 cm (18–22 in) Môi trường sống: Rừng, cây bụi, đồng cỏ, đất ngập nước nội địa và biển ngập triều Thức ăn: Sậy, cỏ thô, rau và củ cải đường | VU · Không rõ                               |

#### TôngOdocoileini
| Tên thông thường            | Tên khoa học và phân loài     | Phạm vi sống                                                   | Kích cỡ và sinh thái học | Tình trạng IUCN và số lượng cá thể ước tính |
| --------------------------- | ----------------------------- | -------------------------------------------------------------- | --- | ------------------------------------------- |
| Hươu Blastocerus dichotomus | B. dichotomus (Illiger, 1815) | Phân bố rải rác ở miền trung Nam Mỹ (phạm vi trước đây màu đỏ) | Kích thước: dài 153–191 cm (60–75 in), cộng đuôi 12–16 cm (5–6 in); cao đến vai 110–127 cm (43–50 in) Môi trường sống: Xavan, cây bụi và đất ngập nước nội địa Thức ăn: Cỏ, lau sậy và thực vật thủy sinh, cũng như cây bụi và dây leo | VU · Không rõ                               |

| Tên thông thường | Tên khoa học và phân loài       | Phạm vi sống      | Kích cỡ và sinh thái học | Tình trạng IUCN và số lượng cá thể ước tính |
| ---------------- | ------------------------------- | ----------------- | --- | ------------------------------------------- |
| Huemul           | H. bisulcus (Molina, 1782)      | Dãy núi Nam Andes | Kích thước: dài 144–156 cm (57–61 in), cộng đuôi 12–13 cm (5–5 in); cao đến vai 80–90 cm (31–35 in) Môi trường sống: Rừng, cây bụi, đồng cỏ, đất ngập nước nội địa, vùng đá và sa mạc Thức ăn: Nhiều loại cỏ và thực vật khác nhau | EN · 1.000–1.500                            |
| Taruca           | H. antisensis (d'Orbigny, 1834) | Dãy núi Andes     | Kích thước: cao đến vai 69–77 cm (27–30 in) Môi trường sống: Cây bụi, đồng cỏ, vùng đá và các khu vực khác Thức ăn: Cói và cỏ | VU · 4.200–5.700                            |

| Tên thông thường        | Tên khoa học và phân loài | Phạm vi sống                                                   | Kích cỡ và sinh thái học | Tình trạng IUCN và số lượng cá thể ước tính |
| ----------------------- | --- | -------------------------------------------------------------- | --- | ------------------------------------------- |
| Hươu Mazama nemorivaga  | M. nemorivaga (F. Cuvier, 1817) | Miền bắc và trung Nam Mỹ                                       | Kích thước: dài 75–100 cm (30–39 in), cộng đuôi 6–11 cm (2–4 in); cao đến vai 50 cm (20 in) Môi trường sống: Rừng và cây bụi Thức ăn: Trái cây, cũng như lá và chồi                                                                                             | LC · Không rõ                               |
| Hươu Mazama temama      | M. temama (Kerr, 1792) 3 phân loài - M. t. cerasina - M. t. reperticia - M. t. temama | Trung Mỹ                                                       | Kích thước: dài 80–110 cm (31–43 in), cộng đuôi 10–14 cm (4–6 in); cao đến vai 60–70 cm (24–28 in) Môi trường sống: Rừng, cây bụi, đồng cỏ và đất ngập nước nội địa Thức ăn: Trái cây, cũng như hạt, cỏ, chồi, dây leo và đôi khi là các loại cây trồng như đậu | DD · Không rõ                               |
| Hươu Mazama chunyi      | M. chunyi Hershkovitz, 1959 | Dãy núi Trung Andes                                            | Kích thước: dài khoảng 70 cm (28 in); cao đến vai khoảng 38 cm (15 in) Môi trường sống: Rừng, cây bụi và đồng cỏ Thức ăn: Trái cây và cây bụi | VU · Không rõ                               |
| Hươu Mazama gouazoubira | M. gouazoubira (Fischer von Waldheim, 1814) 11 phân loài - M. g. cita - M. g. gouazoubira - M. g. medemi - M. g. mexianae - M. g. murelia - M. g. nemorivaga - M. g. permira - M. g. sanctaemartae - M. g. rondoni - M. g. superciliaris - M. g. tschudii | Miền đông Nam Mỹ                                               | Kích thước: dài 85–105 cm (33–41 in) Môi trường sống: Rừng, xavan, cây bụi và đất ngập nước nội địa Thức ăn: Nhiều loại thực vật cũng như trái cây | LC · Không rõ                               |
| Hươu Mazama rufina      | M. rufina (Bourcier, Pucheran, 1852) | Dãy núi Bắc Andes                                              | Kích thước: dài khoảng 78 cm (31 in), cộng đuôi 8 cm (3 in); cao đến vai khoảng 45 cm (18 in) Môi trường sống: Rừng, cây bụi và đồng cỏ Thức ăn: Thảo mộc, cũng như các loại thực vật khác                                                                      | VU · Không rõ                               |
| Hươu Mazama bricenii    | M. bricenii Thomas, 1908 | Dãy núi Bắc Andes                                              | Kích thước: dài 80–95 cm (31–37 in), cộng đuôi 8–9 cm (3–4 in); cao đến vai 45–50 cm (18–20 in) Môi trường sống: Rừng, vùng cây bụi, đồng cỏ và vùng đá Thức ăn: Trái cây và cây bụi                                                                            | VU · Không rõ                               |
| Hươu Mazama nana        | M. nana (Hensel, 1872) | Đông nam Nam Mỹ (phạm vi có thể màu vàng)                      | Kích thước: dài khoảng 78 cm (31 in), cộng đuôi 8 cm (3 in); cao đến vai thấp hơn 50 cm (20 in) Môi trường sống: Rừng Thức ăn: Không rõ | VU · Không rõ                               |
| Hươu Mazama americana   | M. americana (Erxleben, 1777) 12 phân loài - M. a. americana - M. a. carrikeri - M. a. gualea - M. a. jucunda - M. a. rosii - M. a. rufa - M. a. sarae - M. a. sheila - M. a. trinitatis - M. a. whitelyi - M. a. zamora - M. a. zetta                    | Bắc và trung Nam Mỹ                                            | Kích thước: dài 103–146 cm (41–57 in), cộng đuôi 8–15 cm (3–6 in); cao đến vai 65–80 cm (26–31 in) Môi trường sống: Rừng Thức ăn: Trái cây và cây bụi | DD · Không rõ                               |
| Hươu Mazama bororo      | M. bororo Duarte, 1996 | Rừng Đại Tây Dương ở đông nam Brasil (phạm vi có thể màu vàng) | Kích thước: dài 85 cm (33 in), cộng đuôi 11–14 cm (4–6 in); cao đến vai 50–60 cm (20–24 in) Môi trường sống: Rừng Thức ăn: Trái cây, lá và mầm | VU · 8.500                                  |

| Tên thông thường            | Tên khoa học và phân loài | Phạm vi sống              | Kích cỡ và sinh thái học | Tình trạng IUCN và số lượng cá thể ước tính |
| --------------------------- | --- | ------------------------- | --- | ------------------------------------------- |
| Hươu Odocoileus hemionus    | O. hemionus (Rafinesque, 1817) 10 phân loài - O. h. californicus - O. h. cerrosensis - O. h. columbianus - O. h. eremicus - O. h. fuliginatus - O. h. hemionus - O. h. inyoensis - O. h. peninsulae - O. h. sheldoni - O. h. sitkensis | Miền tây Bắc Mỹ           | Kích thước: dài 152–203 cm (60–80 in); cao đến vai 80–106 cm (31–42 in) Môi trường sống: Rừng, xavan, cây bụi, đồng cỏ, đất ngập nước nội địa, sa mạc và biển ngập triều Thức ăn: Lá, cành cây, hạt sồi, hạt họ đậu và thịt trái cây | LC · Không rõ                               |
| Hươu Mazama pandora         | O. pandora (Merriam, 1901) | Bán đảo Yucatán           | Kích thước: dài khoảng 105 cm (41 in), cộng đuôi 8 cm (3 in) Môi trường sống: Rừng, cây bụi và đồng cỏ Thức ăn: Trái cây, cũng như các loại thực vật khác                                                                            | VU · Không rõ                               |
| Hươu Odocoileus virginianus | O. virginianus (Rafinesque, 1832) 38 phân loài - O. v. acapulcensis - O. v. borealis - O. v. cariacou - O. v. carminis - O. v. chiriquensis - O. v. clavium - O. v. couesi - O. v. curassavicus - O. v. dacotensis - O. v. goudotii - O. v. gymnotis - O. v. hiltonensis - O. v. leucurus - O. v. macrourus - O. v. margaritae - O. v. mcilhennyi - O. v. mexicanus - O. v. miquihuanensis - O. v. nelsoni - O. v. nemoralis - O. v. nigribarbis - O. v. oaxacensis - O. v. ochrourus - O. v. osceola - O. v. peruvianus' - O. v. rothschildi - O. v. seminolus - O. v. sinaloae - O. v. taurinsulae - O. v. texanus - O. v. thomasi - O. v. toltecus - O. v. tropicalis - O. v. ustus - O. v. venatorius - O. v. veraecrucis - O. v. virginianus - O. v. yucatanensis | Bắc Mỹ và miền nam Nam Mỹ | Kích thước: dài 150–200 cm (59–79 in), cộng đuôi 10–28 cm (4–11 in) Môi trường sống: Rừng, xavan, cây bụi, đồng cỏ, đầm lầy nội địa, sa mạc, ven biển và biển ngập triều Thức ăn: Nhiều loại thảm thực vật và cỏ                     | LC · Không rõ                               |

| Tên thông thường            | Tên khoa học và phân loài | Phạm vi sống                       | Kích cỡ và sinh thái học | Tình trạng IUCN và số lượng cá thể ước tính |
| --------------------------- | --- | ---------------------------------- | --- | ------------------------------------------- |
| Hươu Ozotoceros bezoarticus | O. bezoarticus (Linnaeus, 1758) 5 phân loài - O. b. arerunguaensis - O. b. bezoarticus - O. b. celer - O. b. leucogaster - O. b. uruguayensis | Phân bố rải rác ở mền trung Nam Mỹ | Kích thước: dài 110–140 cm (43–55 in); cao đến vai 70–75 cm (28–30 in) Môi trường sống: Xavan, đồng cỏ và đất ngập nước nội địa Thức ăn: Cỏ và cây bụi | NT · 20.000–80.000                          |

| Tên thông thường         | Tên khoa học và phân loài        | Phạm vi sống      | Kích cỡ và sinh thái học | Tình trạng IUCN và số lượng cá thể ước tính |
| ------------------------ | -------------------------------- | ----------------- | --- | ------------------------------------------- |
| Hươu Pudu mephistophiles | P. mephistophiles (Winton, 1896) | Dãy núi Bắc Andes | Kích thước: dài 60–85 cm (24–33 in), cộng đuôi 3–5 cm (1–2 in); cao đến vai 32–35 cm (13–14 in) Môi trường sống: Rừng, cây bụi và đồng cỏ Thức ăn: Lá dương xỉ, cây thân gỗ, dây leo, thảo mộc và cây bụi | DD · Không rõ                               |
| Hươu Pudu puda           | P. puda (Molina, 1782)           | Dãy núi Nam Andes | Kích thước: dài 60–85 cm (24–33 in), cộng đuôi 3–5 cm (1–2 in); cao đến vai 35–45 cm (14–18 in) Môi trường sống: Rừng và cây bụi Thức ăn: Lá dương xỉ, cây thân gỗ, dây leo, thảo mộc và cây bụi          | NT · Không rõ                               |

| Tên thông thường | Tên khoa học và phân loài | Phạm vi sống                             | Kích cỡ và sinh thái học | Tình trạng IUCN và số lượng cá thể ước tính |
| ---------------- | --- | ---------------------------------------- | --- | ------------------------------------------- |
| Tuần lộc         | R. tarandus (Linnaeus, 1758) 14 phân loài - R. t. buskensis - R. t. caboti - R. t. caribou - R. t. dawsoni - R. t. fennicus - R. t. groenlandicus - R. t. osborni - R. t. pearsoni - R. t. pearyi - R. t. phylarchus - R. t. platyrhynchus - R. t. sibiricus - R. t. tarandus - R. t. terraenovae | Vùng Bắc Cực ở Bắc Mỹ, châu Âu và châu Á | Kích thước: dài 150–230 cm (59–91 in); cao đến vai tới 120 cm (47 in) Môi trường sống: Rừng và đồng cỏ Thức ăn: Địa y, cây thân thảo, cói, cỏ và cây bụi | VU · 2.890.000                              |

### Phân họCervinae

#### TôngMuntiacini
| Tên thông thường           | Tên khoa học và phân loài | Phạm vi sống                              | Kích cỡ và sinh thái học | Tình trạng IUCN và số lượng cá thể ước tính |
| -------------------------- | --- | ----------------------------------------- | --- | ------------------------------------------- |
| Hươu Elaphodus cephalophus | E. cephalophus H. Milne-Edwards, 1872 4 phân loài - E. c. cephalophus - E. c. fociensis - E. c. ichangensis - E. c. michianus | Miền trung Trung Quốc và đông bắc Myanmar | Kích thước: dài 110–160 cm (43–63 in), cộng đuôi 7–16 cm (3–6 in); cao đến vai 50–70 cm (20–28 in) Môi trường sống: Rừng và cây bụi Thức ăn: Cỏ, cũng như cây bụi, trái cây, tre và thảo mộc | NT · Không rõ                               |

| Tên thông thường    | Tên khoa học và phân loài         | Phạm vi sống | Kích cỡ và sinh thái học              | Tình trạng IUCN và số lượng cá thể ước tính |
| ------------------- | --------------------------------- | ------------ | ------------------------------------- | ------------------------------------------- |
| Euprox altus        | E. altus Wang & Zhang, 2011       |              | Kích thước: Môi trường sống: Thức ăn: |                                             |
| Euprox dicranocerus | E. dicranocerus Kaup, 1839        |              | Kích thước: Môi trường sống: Thức ăn: |                                             |
| Euprox furcatus     | E. furcatus ,                     |              | Kích thước: Môi trường sống: Thức ăn: |                                             |
| Euprox grandis      | E. grandis SUKUAN HOU, 2015       |              | Kích thước: Môi trường sống: Thức ăn: |                                             |
| Euprox margaritae   | E. margaritae Vislobokova, 1983   |              | Kích thước: Môi trường sống: Thức ăn: |                                             |
| Euprox minimus      | E. minimus Toula, 1884            |              | Kích thước: Môi trường sống: Thức ăn: |                                             |
| Euprox robustus     | E. robustus Dong, Liu & Pan, 2003 |              | Kích thước: Môi trường sống: Thức ăn: |                                             |

| Tên thông thường              | Tên khoa học và phân loài                                                                    | Phạm vi sống                          | Kích cỡ và sinh thái học | Tình trạng IUCN và số lượng cá thể ước tính |
| ----------------------------- | -------------------------------------------------------------------------------------------- | ------------------------------------- | --- | ------------------------------------------- |
| Mang Muntiacus atherodes      | M. atherodes Groves, Grubb, 1982                                                             | Borneo                                | Kích thước: dài 90–100 cm (35–39 in), cộng đuôi 14–20 cm (6–8 in); cao đến vai 65 cm (26 in) Môi trường sống: Rừng Thức ăn: Thảo mộc, hạt, cỏ, chồi, lá và quả                                                                                             | NT · Không rõ                               |
| Mang Muntiacus feae           | M. feae (Thomas, Doria, 1889)                                                                | Miền nam Myanmar và Thái Lan          | Kích thước: dài 90–100 cm (35–39 in), cộng đuôi 10–17 cm (4–7 in); cao đến vai 50–60 cm (20–24 in) Môi trường sống: Rừng Thức ăn: Trái cây và lá, cũng như cỏ và chồi                                                                                      | DD · Không rõ                               |
| Mang Muntiacus feae           | M. vuquangensis (Tuoc, Dung, Dawson, Arctander, & Mackinnon, 1994)                           | Miền bắc Việt Nam và Lào              | Kích thước: dài 110–115 cm (43–45 in), cộng đuôi 17 cm (7 in); cao đến vai 65–70 cm (26–28 in) Môi trường sống: Rừng Thức ăn: Trái cây và lá cây | CR · Không rõ                               |
| Mang Muntiacus gongshanensis  | M. gongshanensis Ma, 1990                                                                    | Trung nam Trung Quốc                  | Kích thước: dài 95–105 cm (37–41 in), cộng đuôi 9–16 cm (4–6 in); cao đến vai 55–57 cm (22–22 in) Môi trường sống: Rừng Thức ăn: Không rõ | DD · Không rõ                               |
| Mang Muntiacus crinifrons     | M. crinifrons (P. L. Sclater, 1885)                                                          | Đông nam Trung Quốc                   | Kích thước: dài 98–113 cm (39–44 in), cộng đuôi 21 cm (8 in) tail Môi trường sống: Rừng và cây bụi Thức ăn: Nhiều loại lá cây và cành cây, cây thân thảo, cỏ và trái cây                                                                                   | VU · Không rõ                               |
| Mang Muntiacus putaoensis     | M. putaoensis Amato, Egan & Rabinowitz, 1999                                                 | Myanmar                               | Kích thước: dài 77–83 cm (30–33 in), cộng đuôi 8–12 cm (3–5 in); cao đến vai 50 cm (20 in) Môi trường sống: Rừng Thức ăn: Trái cây và nhiều loại thực vật                                                                                                  | DD · Không rõ                               |
| Mang Muntiacus vaginalis      | M. vaginalis (Boddaert, 1785)                                                                | Nam Á và Đông Nam Á                   | Kích thước: dài 89–135 cm (35–53 in), cộng đuôi 13–23 cm (5–9 in); cao đến vai 40–65 cm (16–26 in) Môi trường sống: Rừng Thức ăn: Trái cây, chồi non, lá non, hoa, thảo mộc và cỏ non                                                                      | LC · Khổng õ                                |
| Mang Muntiacus puhoatensis    | M. puhoatensis Trai, 1997                                                                    | Việt Nam                              | Kích thước: Nhỏ và tương tự như mang Trường Sơn, nhưng không có thông số cụ thể Môi trường sống: Rừng Thức ăn: Không rõ | DD · Khổng rõ                               |
| Mang Muntiacus reevesi        | M. reevesi (Ogilby, 1839) 3 phân loài - M. r. jiangkouensis - M. r. micrurus - M. r. reevesi | Hoa Đông; du nhập vào Anh và Nhật Bản | Kích thước: dài 70–113 cm (28–44 in), cộng đuôi 10 cm (4 in); cao đến vai 43–45 cm (17–18 in) Môi trường sống: Rừng, cây bụi và đồng cỏ Thức ăn: Tre, hạt, vỏ cây, quả và tán lá, cũng như trứng, xác thối, động vật có vú nhỏ và chim làm tổ trên mặt đất | LC · Không rõ                               |
| Mang Muntiacus rooseveltorum  | M. rooseveltorum Osgood, 1932                                                                | Bắc Lào và tây bắc Việt Nam           | Kích thước: Nhỏ với chiều cao đến vai ước tính khoảng 40 cm (16 in), nhưng không có thông số cụ thể Môi trường sống: Rừng Thức ăn: Lá và quả | DD · Không rõ                               |
| Mang Muntiacus muntjak        | M. muntjak (Zimmermann, 1780)                                                                | Đông Nam Á                            | Kích thước: dài 89–135 cm (35–53 in), cộng đuôi 13–23 cm (5–9 in); cao đến vai 40–65 cm (16–26 in) Môi trường sống: Rừng Thức ăn: Trái cây, chồi, lá non, hoa, thảo mộc và cỏ non                                                                          | LC · Không rõ                               |
| Mang Muntiacus truongsonensis | M. truongsonensis (Giao, Tuoc, Dung, Wikramanayake, Amato, Arctander, & Mackinnon, 1997)     | Miền nam Việt Nam                     | Kích thước: Nhỏ với chiều cao đến vai ước tính khoảng 40 cm (16 in), nhưng không có thông số cụ thể Môi trường sống: Rừng Thức ăn: Lá và quả | DD · Không rõ                               |

#### TôngCervini
| Tên thông thường        | Tên khoa học và phân loài      | Phạm vi sống                      | Kích cỡ và sinh thái học | Tình trạng IUCN và số lượng cá thể ước tính |
| ----------------------- | ------------------------------ | --------------------------------- | --- | ------------------------------------------- |
| Hươu Axis axis          | A. axis (Erxleben, 1777)       | Tiểu lục địa Ấn Độ                | Kích thước: dài 70 cm (28 in), cộng đuôi 20 cm (8 in); cao đến vai 35–38 cm (14–15 in) Môi trường sống: Rừng, xavan và đồng cỏ Thức ăn: Nhiều loại cỏ, cũng như lá, hoa và quả rụng                                               | LC · Không rõ                               |
| Hươu Axis calamianensis | A. calamianensis (Heude, 1888) | Quần đảo Calamian của Philippines | Kích thước: dài 100–175 cm (39–69 in), cộng đuôi 12–38 cm (5–15 in); cao đến vai 60–100 cm (24–39 in) Môi trường sống: Rừng, xavan và đồng cỏ Thức ăn: Lá cây                                                                     | EN · Không rõ                               |
| Hươu Hyelaphus kuhlii   | A. kuhlii (Temminck, 1836)     | Đảo Bawean của Indonesia          | Kích thước: dài 100–175 cm (39–69 in) Môi trường sống: Rừng và đồng cỏ Thức ăn: Các loại thảo mộc và cỏ, cũng như lá và cành non                                                                                                  | CR · 200–500                                |
| Hươu Hyelaphus porcinus | A. porcinus (Zimmermann, 1780) | Nam Á và Đông Nam Á               | Kích thước: dài 105–115 cm (41–45 in), cộng đuôi 20 cm (8 in); cao đến vai 60–72 cm (24–28 in) Môi trường sống: Xavan, cây bụi, đồng cỏ và đất ngập nước nội địa Thức ăn: Cỏ non, cũng như các loại thảo mộc, hoa, quả và cây bụi | EN · Không rõ                               |

| Tên thông thường        | Tên khoa học và phân loài | Phạm vi sống                                        | Kích cỡ và sinh thái học | Tình trạng IUCN và số lượng cá thể ước tính |
| ----------------------- | --- | --------------------------------------------------- | --- | ------------------------------------------- |
| Hươu Cervus albirostris | C. albirostris Przhevalsky, 1883 | Hoa Trung                                           | Kích thước: dài 155–210 cm (61–83 in), cộng đuôi 10–13 cm (4–5 in); cao tới vai 115–140 cm (45–55 in) Môi trường sống: Rừng, cây bụi và đồng cỏ Thức ăn: Cỏ, thảo mộc, địa y, lá cây, vỏ cây và bụi rậm    | VU · Không rõ                               |
| Nai Cervus canadensis   | C. canadensis · Erxleben, 1777 · 13 phân loài - C. c. alashanicus - C. c. canadensis - C. c. kansuensis - C. c. macneilli - C. c. manitobensis - C. c. merriami - C. c. nannodes - C. c. nelsoni - C. c. roosevelti - C. c. sibiricus - C. c. songaricus - C. c. wallichii - C. c. xanthopygus                                             | Bắc Mỹ và châu Á (phạm vi trước đây màu xanh nhạt)  | Kích thước: dài 210–280 cm (83–110 in), cộng đuôi 10–22 cm (4–9 in); cao đến vai 120–175 cm (47–69 in) Môi trường sống: Rừng, cây bụi và đồng cỏ Thức ăn: Cây bụi và chồi cây, cũng như cỏ, cói và cây bụi | LC · Không rõ                               |
| Hươu Cervus elaphus     | C. elaphus Linnaeus, 1758 9 phân loài - C. e. atlanticus - C. e. barbarus - C. e. brauneri - C. e. corsicanus - C. e. elaphus - C. e. hispanicus - C. e. maral - C. e. nannodes - C. e. pannoniensis | Châu Âu và Tây Á (fphạm vi trước đây màu xanh nhạt) | Kích thước: dài 160–270 cm (63–106 in); cao đến vai 75–150 cm (30–59 in) Môi trường sống: Rừng, cây bụi, đồng cỏ và vùng đá Thức ăn: Cây bụi và chồi cây, cũng như cỏ, cây cói, cây bụi, quả và hạt        | LC · Không rõ                               |
| Nai Cervus hanglu       | C. hanglu Wagner, 1844 3 phân loài - C. h. bactrianus - C. h. hanglu - C. h. yarkandensis | Trung Á                                             | Kích thước: Không rõ Môi trường sống: Rừng, cây bụi, đồng cỏ và đất ngập nước nội địa Thức ăn: Cành cây rụng lá non                                                                                        | LC · 2.000-2.500+                           |
| Hươu sao Cervus nippon  | C. nippon Temminck, 1838 16 phân loài - C. n. aplodontus - C. n. grassianus - C. n. hortulorum - C. n. keramae - C. n. kopschi - C. n. mageshimae - C. n. mandarinus - C. n. mantchuricus - C. n. nippon - C. n. pseudaxis - C. n. pulchellus - C. n. sichuanicus - C. n. soloensis - C. n. taiouanus - C. n. yakushimae - C. n. yesoensis | Đông Á                                              | Kích thước: dài 95–180 cm (37–71 in), cộng đuôi 7–13 cm (3–5 in); cao đến vai 64–109 cm (25–43 in) Môi trường sống: Rừng, vùng cây bụi và đồng cỏ Thức ăn: Cỏ, cũng như cây bụi và trái cây                | LC · Không rõ                               |

| Tên thông thường            | Tên khoa học và phân loài      | Phạm vi sống                                              | Kích cỡ và sinh thái học | Tình trạng IUCN và số lượng cá thể ước tính |
| --------------------------- | ------------------------------ | --------------------------------------------------------- | --- | ------------------------------------------- |
| Hươu Dama dama              | D. dama (Linnaeus, 1758)       | Châu Âu và Tây Á; vùng du nhập rải rác trên toàn thế giới | Kích thước: dài 130–175 cm (51–69 in), cộng đuôi 15–23 cm (6–9 in); cao dến vai 90–100 cm (35–39 in) Môi trường sống: Rừng, cây bụi và đồng cỏ Thức ăn: Cỏ, quả và cây bụi, cũng như lá, chồi, nụ và vỏ cây | LC · Không rõ                               |
| Hươu Dama dama mesopotamica | D. mesopotamica (Brooke, 1875) | Iran và Israel                                            | Kích thước: dài 130–175 cm (51–69 in), cộng đuôi 15–23 cm (6–9 in); cao đến vai 90–100 cm (35–39 in) Môi trường sống: Rừng, xavan và cây bụi Thức ăn: Cỏ, quả và cây bụi, cũng như lá, chồi, nụ và vỏ cây   | EN · Không rõ                               |

| Tên thông thường          | Tên khoa học và phân loài         | Phạm vi sống | Kích cỡ và sinh thái học | Tình trạng IUCN và số lượng cá thể ước tính |
| ------------------------- | --------------------------------- | ------------ | --- | ------------------------------------------- |
| Hươu Elaphurus davidianus | E. davidianus Milne-Edwards, 1866 | Trung Quốc   | Kích thước: dài 183–216 cm (72–85 in), cộng đuôi 22–36 cm (9–14 in) Môi trường sống: Đồng cỏ, đất ngập nước nội địa và biển ngập triều Thức ăn: Cỏ, lau sậy và lá bụi rậm | EW · Không rõ                               |

| Tên thông thường   | Tên khoa học và phân loài                                                              | Phạm vi sống                 | Kích cỡ và sinh thái học | Tình trạng IUCN và số lượng cá thể ước tính |
| ------------------ | -------------------------------------------------------------------------------------- | ---------------------------- | --- | ------------------------------------------- |
| Nai Rucervus eldii | P. eldii (McClelland, 1842) 3 phân loài - P. e. eldii - P. e. siamensis - P. e. thamin | Phân bố rải rác ở Đông Nam Á | Kích thước: dài 140–170 cm (55–67 in), cộng đuôi 22–25 cm (9–10 in); cao đến vai 90–130 cm (35–51 in) Môi trường sống: Rừng, xavan, cây bụi, đồng cỏ và đất ngập nước nội địa Thức ăn: Nhiều loại cỏ, trái cây, cây thân thảo và đất ngập nước | EN · Không rõ                               |

| Tên thông thường          | Tên khoa học và phân loài                                                                        | Phạm vi sống                                      | Kích cỡ và sinh thái học | Tình trạng IUCN và số lượng cá thể ước tính |
| ------------------------- | ------------------------------------------------------------------------------------------------ | ------------------------------------------------- | --- | ------------------------------------------- |
| Hươu Rucervus duvaucelii  | R. duvaucelii (Cuvier, 1823) 3 phân loài - R. d. branderi - R. d. duvaucelii - R. d. ranjitsinhi | Phân bố rải rác ở Nam Á (vùng trước đây màu vàng) | Kích thước: dài khoảng 180 cm (71 in); cao đến vai 119–124 cm (47–49 in) Môi trường sống: Rừng, xavan, đồng cỏ và đất ngập nước nội địa Thức ăn: Cỏ và thực vật thủy sinh | VU · Không rõ                               |
| Hươu Rucervus schomburgki | R. schomburgki Blyth, 1863                                                                       | Miền Trung Thái Lan                               | Kích thước: Không rõ Môi trường sống: Đồng cỏ và đất ngập nước nội địa Thức ăn: Không rõ                                                                                  | EX · 0                                      |

| Tên thông thường     | Tên khoa học và phân loài | Phạm vi sống                            | Kích cỡ và sinh thái học | Tình trạng IUCN và số lượng cá thể ước tính |
| -------------------- | --- | --------------------------------------- | --- | ------------------------------------------- |
| Hươu Rusa alfredi    | R. alfredi (P. L. Sclater, 1870) | Philippines                             | Kích thước: dài 120–130 cm (47–51 in), cộng đuôi 8–13 cm (3–5 in); cao đến vai 60–80 cm (24–31 in) Môi trường sống: Rừng, cây bụi và đồng cỏ Thức ăn: Cỏ tranh, lá non và chồi                                | EN · 700                                    |
| Hươu Rusa marianna   | R. marianna (Desmarest, 1822) 4 phân loài - R. m. barandana - R. m. marianna - R. m. nigella - R. m. nigricans                                                             | Philippines                             | Kích thước: dài 100–151 cm (39–59 in); cao đến vai 55–70 cm (22–28 in) Môi trường sống: Rừng và đồng cỏ Thức ăn: Cỏ                                                                                           | VU · Không rõ                               |
| Hươu Rusa timorensis | R. timorensis (Blainville, 1822) 7 phân loài - R. t. djonga - R. t. floresiensis - R. t. macassaricus - R. t. moluccensis - R. t. renschi - R. t. russa - R. t. timorensis | Indonesia và Đông Timor                 | Kích thước: dài 142–185 cm (56–73 in), cộng đuôi 10–30 cm (4–12 in); cao đến vai 80–110 cm (31–43 in) Môi trường sống: Rừng, xavan và đồng cỏ Thức ăn: Cỏ, thảo mộc, lá và vỏ cây bụi và rong biển            | VU · 10.000                                 |
| Nai                  | R. unicolor (Kerr, 1792) 7 phân loài - R. u. brookei - R. u. cambojensis - R. u. dejeani - R. u. equina - R. u. hainana - R. u. swinhoii - R. u. unicolor                  | Nam Á và Đông Nam Á, bao gồm cả Hoa Nam | Kích thước: dài 160–270 cm (63–106 in), cộng đuôi 25–30 cm (10–12 in); cao đến vai 102–160 cm (40–63 in) Môi trường sống: Rừng, xavan, cây bụi, đồng cỏ và đất ngập nước nội địa Thức ăn: Nhiều loại thực vật | VU · Không rõ                               |